# نورث‌وی جانکشن (آلاسکا)
نورث‌وی جانکشن (به انگلیسی: Northway Junction) شهری در ناحیه سرشماری ساوت‌ایست فیربنکس ایالت آلاسکا است که جمعیت آن در سرشماری سال ۲۰۰۰ میلادی ۷۲ نفر بوده‌است.